# 东俄洛风毛菊
东俄洛风毛菊（学名：Saussurea pachyneura），为菊科风毛菊属下的一个植物种。